# ДКР «Абакан»

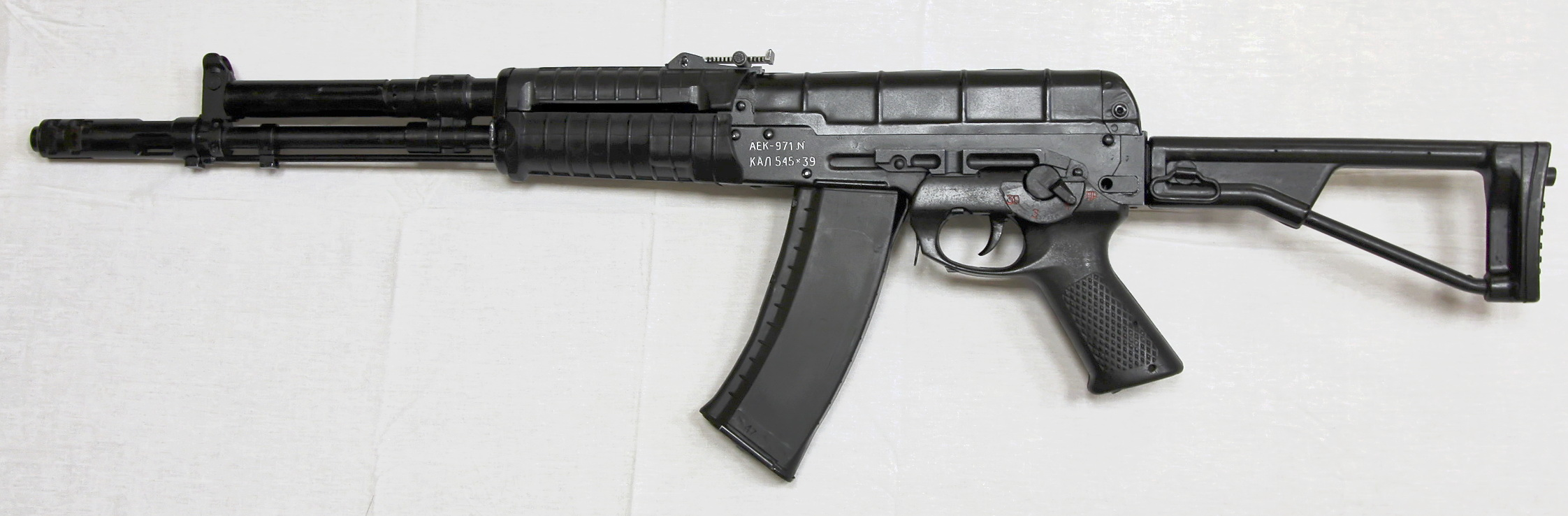
ДКР «Абакан»

ДКР «Абакан» — конкурс, оголошений Міністерством оборони СРСР у 1978 році для розробки автомата, що володіє кардинально кращими показниками за точністю та купчастості стрільби. 

## Учасники та зразки
У конкурсі взяли участь найвизначніші конструктори стрілецького озброєння з Іжевська, Тули, Коврова, серед них Г. А. Коробов, Н. М. Афанасьєв, І. Я. Стєчкін, Є. Ф. Драгунов, С. І. Кокшаров та інші. 
Зразки, допущені до випробувань: 
- ТКБ-0111 (Коробов Г. А.)
- ТКБ-0136 (Афанасьєв М. М)
- ТКБ-0146 (Стєчкін І. Я.)
- АКБ (Калашников В. М.)
- АПТ (Постніков І. А.)
- АЕК-971 (Кокшаров С. І., Гарєв Б. А.)
- АЕК-978 (Пікінскій П. А.)
- АС (Ніконов Г. Н.).

## Вимоги
Основні тактико-технічні вимоги, пред'явлені до майбутніх зразків були в півтора-два рази вище, ніж у щойно прийнятого на озброєння АК-74. Особливо це стосувалося показань точності та купчастості стрільби з так званих нестійких положень. Як правило, таких показників можна було добитися використовуючи високотемповую стрільбу (порядку 1200—2000 пострілів у хвилину) з відсічкою черги в 2—3 пострілу. При такому темпі положення зброї не встигає змінитися, відповідно траєкторії польоту перших двох-трьох куль майже збігаються. Відсічення черги при цьому дозволяє контролювати витрата патронів. У ряді зразків був запропонований двухтемповий режим стрільби, тобто прицільна стрільба чергами по 2-3 постріли з високим темпом, у випадку ж необхідності високої щільності вогню, здійснювався перехід на безперервний режим вогню з темпом близько 600 пострілів на хвилину. 
Були запропоновані самі різні конструктивні схеми компонування та роботи автоматики — «буллпап», лафетні, з відкладеним імпульсом віддачі, зі збалансованою схемою автоматики та ін Автомати ТКБ-0111 Г. Коробова, ТКБ-0136 М. Афанасьєва, АПП І. Постнікова були виконані за класичною схемою газовідвідної, ТКБ-0146 І. Стечкіна, АС та АСМ Г. Ніконова — зі зміщеним імпульсом віддачі, АЕК -971 Б. Гарєв, АЕК-978 П. Пікінского, АКБ В. Калашнікова — із збалансованою автоматикою.

## Підсумки
До 1987 року були проведені попередні випробування, за результатами яких до повноцінних військових полігонних випробуваннь були рекомендовані зразки Никонова та Стечкіна, а також зразок Коробова з дивним формулюванням — «у факультативному порядку». Автомат Коробова ТКБ-0111 брав участь ще в попередньому конкурсі, коли при загальній перевазі над АК-74 перевагу останньом було віддано через більш технологічне виробництво.
За результатами конкурсу було вирішено прийнятти на озброєння автомат конструкції Ніконова, що отримав індекс АН-94.